# Coalició Gallega
Coalición Galega és un partit polític gallec nacionalista i de centre, que des de 2012 forma part de la coalició Compromiso por Galicia.

## Història
Nasqué com a coalició electoral per a les eleccions municipals de 1983. A ella s'hi incorporaren bona part dels dirigents (en especial Eulogio Gómez Franqueira) i militants gallecs de la UCD després de la desaparició d'aquest partit a les eleccions de 1982, als que s'uniren sectors galleguistes, en especial el Partido Galeguista.
Els bons resultats de les eleccions (125.000 vots) propiciaren que el 1984 es transformés en un partit nacionalista moderat i centrista, però mantenia una estructura clientelar a les zones rurals de les províncies d'Ourense i Lugo, heretada de la UCD.
A les eleccions autonòmiques de 1985 sota el lideratge de Pablo González Mariñas i el suport actiu de CiU, obtingué 163.425 vots (13%). En el partit es perfilaven dos sectors: un partidari de pactar amb l'esquerra i un altre que advocava per donar suport a la dreta. Aquest fou el que predominà, cosa que va permetre l'elecció del popular Xerardo Fernández Albor com a president de la Xunta de Galícia.
A les eleccions generals de 1986 obtingué un diputat (Senén Bernárdez), el primer diputat nacionalista gallec a les corts espanyoles des de la II República.
En gener de 1987 els sectors més nacionalistes i progressistes de Coalició Gallega dirigits per Pablo González Mariñas i Xosé Henrique Rodríguez Peña deixaren el partit i formaren el Partit Nacionalista Gallec (que acabaria confluint en el Bloque Nacionalista Galego). Després de la marxa de Xosé Luís Barreiro del Partit Popular de Galícia en setembre de 1987, Coalició Galega entrà en el govern dirigit pel socialista Fernándo González Laxe.
A les eleccions autonòmiques de 1989 patí un fort retrocés electoral en obtenir només 48.208 vots (3,6%) i 2 escons. A les eleccions autonòmiques de 1993 Coalició Gallega es quedà sense representació parlamentària en obtenir 6.098 vots (0,42%).
Amb José Domingo Posada González com a president i Fernando Alonso Lorenzo com a secretari general, CG obtingué 3.587 vots (0,21%) i 12 regidors a les eleccions municipals de 2003, i 2.235 vots (0,12%) a les eleccions generals de 2004.
En 2005 juntament amb Centro Democrático Independiente (CDI), Iniciativa Galega (provinent de Converxencia Nacionalista Galega), Unidade per Narón (escissió de Unidade Galega), i algunes altres petites forces locals va formar Terra Galega (TeGa); així i tot els estatuts de TeGa permeten l'existència de partits federats en el seu si. L'any 2012 Coalició Galega abandonà Terra Galega i s'integrà en Compromiso por Galicia, que té la seua seu en l'antiga seu de Coalició Galega a Ourense.

## Evolució electoral
| Eleccions generals al Congrés dels Diputats |        |             |          |
| Any                                         | Vots   | Percentatge | Diputats |
| 1986                                        | 79.972 | 0,39%       | 1        |
| 1989                                        | 45.821 | 0,22%       | 0        |
| 2000                                        | 2.361  | 0,01%       | 0        |
| 2004                                        | 2.235  | 0,01%       | 0        |

| Eleccions autonòmiques al Parlament de Galícia |         |             |        |
| Any                                            | Vots    | Percentatge | Escons |
| 1985                                           | 163.425 | 12,94%      | 11     |
| 1989                                           | 48.208  | 3,64%       | 2      |
| 1993                                           | 6.098   | 0,41%       | 0      |
| 2012 a                                         | 14.459  | 1,01%       | 0      |
| Dins de Compromiso por Galicia.                |         |             |        |

| Eleccions municipals |         |             |          |
| Any                  | Vots    | Percentatge | Regidors |
| 1987                 | 148.436 |             | 607      |
| 1991                 | 117.732 |             | 559      |
| 1995                 | 11.551  |             | 21       |
| 1999                 | 2.643   |             | 3        |
| 2003                 | 3.587   |             | 12       |